# Allophyes asiatica
Allophyes asiatica là một loài bướm đêm trong họ Noctuidae.